# Jesus (miniserie televisiva)
Jesus è una miniserie televisiva del 1999 diretta da Roger Young e interpretata da Jeremy Sisto, Jacqueline Bisset e Gary Oldman.

## Produzione
È prodotta da svariate case di produzione: Lube per Lux Vide, Betafilm, Five Mile River Film e Quinta Communications, in associazione con Rai Fiction, France 2, Antena 3, ARD, Mtm, Česká televize, Nederlandse Christelijke Radio-Vereniging (Ncrv) e BSkyB.
Fa parte del ciclo di fiction televisive Le storie della Bibbia; per questa ragione, la miniserie è nota anche come La Bibbia: Jesus.
È composta da due puntate della durata di 90 minuti ciascuna.

## Tematiche della fiction
La sceneggiatura di Jesus presenta il tema del Messia in una chiave di lettura molto diversa dalla tradizione, in quanto la produzione intendeva realizzare un racconto rivolto prevalentemente a un pubblico laico.
La narrazione dà ampio risalto alla profonda umanità di Gesù, presentandolo come un giovane che ama la vita e le sue gioie, sempre pronto a ridere e scherzare con i discepoli, per poi raggiungere un apice di dolore e atrocità nei momenti della Passione. Questa umanità emerge nel bel rapporto con i genitori, soprattutto con Giuseppe, e nelle sue incertezze iniziali circa il suo ruolo di Messia, culminando infine nel confronto con l'ingannevole Satana, attraverso le cui tentazioni intuisce la necessità di portare a termine la missione in totale conformità con il volere di Dio.
Questa miniserie affronta peraltro il tema dell'amore di sua madre Maria, la dedizione e la profondità psicologica dei dodici apostoli, e l'ammirazione di una folla manovrata dal potente di turno, e cita le preoccupazioni del potente e venerato Sinedrio di Gerusalemme e l'ostilità e lo scherno del potere di Roma. Un particolare rilievo viene dato allo sguardo femminile su Gesù, in quanto la storia conferisce voce alle donne che più da vicino lo hanno seguito e amato: Maria di Nazaret, Maria di Betania, Maria Maddalena.
Jesus attribuisce la responsabilità della condanna di Gesù non tanto al Tempio di Gerusalemme, diviso tra sacerdoti amici dei romani, ma alla volontà dell'intrigante Ponzio Pilato, il procuratore della Giudea romana.
Peculiarità, e inevitabile oggetto di polemiche, sono alcune scene con elementi contemporanei: Satana appare come un normale uomo vestito in pantaloni e giacca stile Armani, ed illustra a Gesù il poco roseo futuro dell'Umanità (tra gli altri, si vedono soldati che combattono la Prima Guerra Mondiale) e nell'ultima scena, successiva alla Resurrezione, Gesù ricompare in una città dei nostri giorni, vestito in pantaloni e camicia, e accoglie un cospicuo gruppo di bambini.

## Riconoscimenti
La miniserie ha ricevuto due nomination agli Emmy Awards.

## Distribuzione
Oltre ad essere stata trasmessa nei vari Paesi che l'hanno prodotta, questa miniserie è stata distribuita nel mercato home video.